# Cinemateca

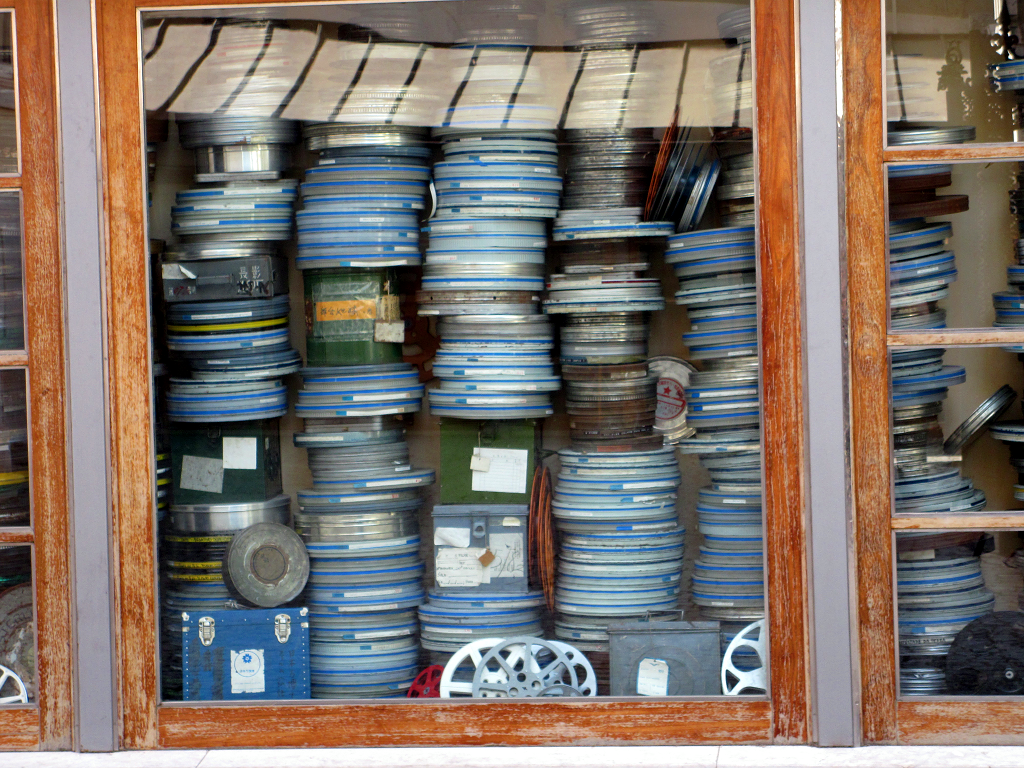
Bobines de filmes na Cinemateca Portuguesa.

Cinemateca (derivado do francês cinémathèque) é um arquivo de filmes e objetos relacionados a filmes com um local de exibição. De forma similar a uma biblioteca de livros, uma cinemateca é responsável por preservar e disponibilizar ao público o patrimônio cinematográfico. Normalmente, uma cinemateca tem pelo menos uma sala de cinema, que oferece ao público exibições de suas coleções e outros filmes internacionais. 

## Exemplos de cinematecas

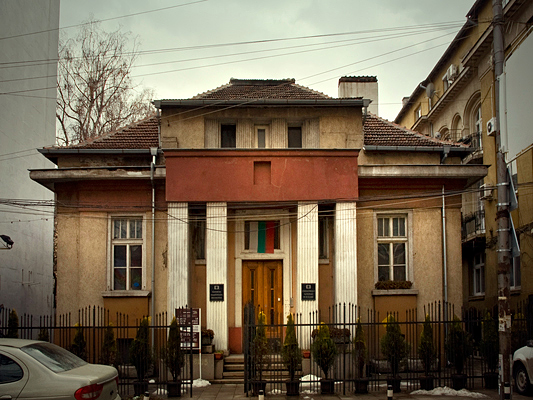
Fachada principal da sede do Arquivo Cinematográfico Nacional da Bulgária (Българска Национална Филмотека)

- Cinemateca Portuguesa
- Cinemateca Brasileira
- Cinemateca Paulo Amorim
- Cinemateca Capitólio